# Dongfeng GX
Dongfeng GX — магистральный седельный тягач, выпускающийся с 2022 года китайской компанией Dongfeng для российского рынка.

## Описание
Dongfeng GX DFH 4180 применяется в сферах транспортной логистики, строительства, дальнобойных рейсов, добычи ресурсов и специальных применений. Кабина автомобиля изготовлена из нержавеющей стали, что обеспечивает повышенную прочность и безопасность.
GX оснащается 13,5-литровыми шестицилиндровыми дизельными двигателями Cummins Z, отвечающими стандартам Евро-6. Мощность составляет 520 л. с., а крутящий момент — 2500 Н⋅м. Двигатели сочетаются в паре с 12-ступенчатой автоматизированной трансмиссией  ZF Traxon 12TX2620 с 12 передними и 4 задними передачами. Гарантия на автомобиль — 1,6 млн км.
В Dongfeng GX применён передний мост типа Elliot c двутавровым сечением с нагрузкой до 7 т, задний — с нагрузкой до 13 т. Мосты Dana Spicer обладают высокой долговечностью и устойчивостью к коррозии. Заявленный ресурс — до 1,6 млн км. Надёжная пневматическая тормозная известной немецкой компании Knorr-Bremse имеет электронное управление и раздельные контуры. Тормозной путь Dоngfeng GX с использованием ретардера и моторного тормоза короче на 9,2%, что соответствует требованиям регламента WFS. 
Системы помощи водителю: 
- ESP — система стабилизации автомобиля;
- ASR — антипробуксовочная система;
- TPMS — система контроля давления в шинах;
- LDWS — система отслеживает движение по полосе;
- FCWS — система предупреждения о лобовом столкновении;
- HSА — система удержания автомобиля на склоне.

Конкурентом является Volvo FH.

## Модификации
- DFH 4251 (4271) — версия Dongfeng GX с колёсной формулой 6×4, двигателем мощностью 508 л. с.